# NCAM
NCAM（別名: N-CAM、neural cell adhesion molecule、エヌキャム、神経細胞接着分子）は、神経細胞、グリア細胞、骨格筋細胞、ナチュラルキラー細胞（NK細胞）の細胞表面にある「細胞-細胞接着」を担う細胞接着分子・糖タンパク質である。神経軸索伸長、シナプス可塑性、学習、記憶に機能している。CD56（CD分類）、Leu-19、NKH1と同一分子で、免疫グロブリンスーパーファミリー (immunoglobulin superfamily, IgSF) の一員である。

## 歴史
1908年、米国・ノースカロライナ大学のウィルソン（HV. Wilson）は、色の異なる2種類の海綿を1つ1つの細胞までばらばらにしてから混ぜると、同じ色同士の細胞が集塊を作ることを発見した。この現象を細胞選別と呼ぶ。
1955年、米国・ロチェスター大学のドイツ系アメリカ人・ホルトフレーター（Holtfreter）の有名な実験では、黒イモリの予定表皮と白イモリの神経板を、1つ1つの細胞までばらばらにしてから混ぜると、両者は混ざり合って細胞集塊を作るが、細胞集塊の中で1つ1つの細胞は移動し、やがて予定表皮細胞は予定表皮細胞同士、神経板細胞は神経板細胞同士が集まる。つまり、細胞選別の結果、同じ細胞同士を選んで細胞接着する。
発生生物学の材料として、ウニやイモリが多用されていたが、1950年代、ニワトリ、マウス、ヒトなどの動物細胞を用いた細胞培養法が確立されていった。米国・シカゴ大学のイスラエル系米国人・モスコーナ（A.Moscona）が、トリプシンなどのタンパク質分解酵素による細胞解離法を開発し、細胞培養法を確立した。継代培養が可能な哺乳類細胞系、細胞株、細胞クローンが次々と樹立された。
1950年代後半、モスコーナは、高等動物の培養細胞を用いて、細胞を浮遊状態で旋回培養すると、元の組織に近い細胞の集塊を作ることを発見した。例えば、肝臓からの細胞浮遊液と腎臓からの細胞浮遊液を混合して旋回培養すると、一度、均一な細胞集塊をつくるが、徐々に、肝臓の細胞は肝臓の細胞同士、腎臓の細胞は腎臓の細胞同士と、同種の細胞同士の集塊を作る。これを細胞選別と呼ぶと前述した。一方、同じ種類の細胞だが、異なる動物種だと、均一の細胞集塊を作る（キメラになっている）。例えば、ニワトリの軟骨形成細胞とマウスの軟骨形成細胞の細胞浮遊液を混合して旋回培養すると、均一な細胞集塊をつくり、時間が経過しても、ニワトリ由来細胞とマウス由来細胞に分離することがない。
動物組織からバラバラにした細胞を旋回培養すると、接着する。最初に発見された「細胞-細胞接着」を担う細胞接着分子が、ここで扱うNCAM（1976年発見）である。数年遅れて、カドヘリン（1983年発見）も発見された。

## 発見
1970年代後半、米国・ロックフェラー大学のG・M・エデルマンの研究室が、培養細胞系でニワトリの神経網膜の細胞接着を担う分子を探索し、一連の研究を通して、基本的な事項をすべて解明した。
1976年。ニワトリの神経網膜細胞を培養し、タンパク質の限定分解で細胞表面のタンパク質断片を得た。そのポリクローナル抗体が細胞‐細胞接着を阻害したので、抗原を細胞接着分子（cell adhesion molecule）と推定し、CAMと命名した。
1977年。ニワトリの神経網膜の細胞接着を阻害するポリクローナル抗体の抗原としてCAMを精製した。140kDaのタンパク質だった。
1980年。ニワトリの肝細胞の細胞接着を阻害するポリクローナル抗体の抗原として上記のCAMとは別の、68kDaタンパク質を発見した。2つ目のCAMの発見だが、別の分子だから、肝臓 (liver) 由来にちなみ、L-CAM（のちにカドヘリンと判明）と命名した。上記のCAMは神経（neural）由来のため、N-CAMと改名した。

## 構造

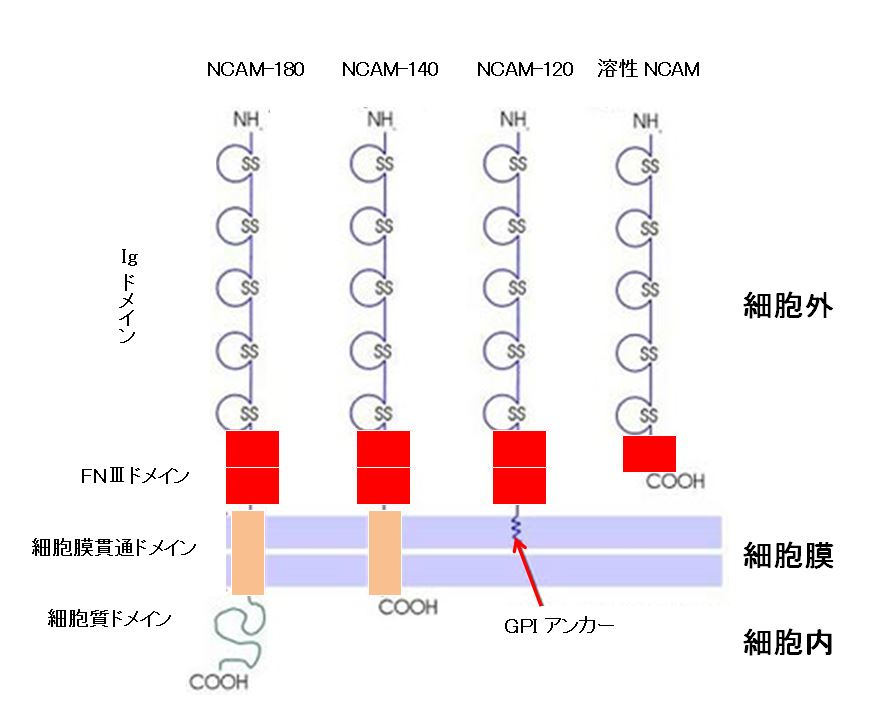
図 NCAMのドメイン構造

1984年、GM・エデルマン研究室は、NCAMのcDNAクローン分離に成功した。しかし、この時、塩基配列を発表できていない。
1987年になって、GM・エデルマン研究室は、cDNA塩基配列を発表した。
現在、NCAMは免疫グロブリンスーパーファミリー(immunoglobulin superfamily, IgSF)の一員であることがわかっている。27種の選択的スプライシングされたmRNAがあり、多様なアイソフォームがある糖タンパク質である 。
以下は、図「NCAMのドメイン構造」と対応されたい。基本的なドメイン構造は以下の通りである。
- 細胞外にN末端があり、ついで、免疫グロブリン (Ig) 様繰返し構造（モジュール：小単位）が5つある免疫グロブリン様ドメイン（Igドメイン）となる。このIgドメインが細胞間の接着や認識を行なう部分で、同親性（ホモフィリック、同じものに親和性が高い）の細胞接着を担う。
- ついで、フィブロネクチンIII型様ドメイン（FNIIIドメイン）がつづく。このドメインには、フィブロネクチンIII型モジュールが2つ（または1つ）ある。細胞内シグナル伝達を担い神経軸索の伸長を促す。
- ついで、膜貫通ドメインあるいはGPIアンカー構造となる。
- そして、細胞質ドメインにいたり、C末端で終わる。

図「NCAMのドメイン構造」に、溶性NCAMと、脳に存在する代表的な3つのアイソフォームを示すが、ポイントは、細胞質ドメインが異なる点である。
1. NCAM-180kDa（細胞質ドメインが長い）
2. NCAM-140kDa（細胞質ドメインが短い）
3. NCAM-120kDa（GPIアンカー）
4. 溶性NCAM

3番目のアイソフォーム「NCAM-120kDa」のGPIは、グリコシルホスファチジルイノシトール（glycosylphosphatidyl inositol）の略で、NCAM-120kDaは、この部分の共有結合で細胞膜に結合している。
4番目のアイソフォーム「溶性NCAM」は、細胞膜結合ドメインが欠けており、細胞膜上になく、細胞から分泌される溶性NCAM（soluble NCAM）である。
MSDドメイン：2つあるフィブロネクチンIII型モジュールの間に、1987年、37（35？）アミノ酸からなる筋肉細胞に特異的に発現するエキソンが見つかり、MSD (Muscle Specific Domain)ドメインと命名された。脳や神経には発現されない筋肉型のアイソフォームで、分子量が少し大きいNCAM-125、 NCAM-145、NCAM-185をもたらす 。MSDドメインはO-結合型グリコシル化（糖鎖付加）サイトがあり、筋芽細胞の細胞融合を促進する。
VASEエキソン：Igドメインの4番目のIgIVモジュールに、1990年、選択的スプライシングを受ける細胞外の30塩基対のエキソンが発見され、VASE (VAriable domain Spliced Exon) エキソンと命名された 。細胞選別では、VASEエキソンがある分子を発現する細胞同士、あるいは、VASEエキソンがない分子を発現する細胞同士が同親性（ホモフィリック、同じものに親和性が高い）の接着をする
Igドメインの5番目のIgVモジュールに、翻訳後修飾として、ポリシアル酸（polysialic acid、PSA)の付加が起こるというグリコフォーム（glycoforms）がある。ポリシアル酸が付加すると、同親性の細胞接着能は低下し、細胞移動やがん細胞の浸潤が抑制される。ポリシアル酸は記憶や学習に重要で、酵素・エンドニューラニミダーゼ（endoneuraminidase、EndoN) でポリシアル酸を除去すると、シナプスの伝達効率が増加する長期増強（long-term potentiation:LTP)を駄目にし、シナプスの伝達効率を低下する長期抑圧（long-term  depression:LTD）も駄目にする。

## 遺伝子ノックアウト
NCAM遺伝子を人為的に欠損（ノックアウト）させたマウスを作ると、致死ではなく、成体まで成長し生殖能をもっていた。ただし、脳重量が10％少なく、嗅球の大きさが2/3で、空間学習能、記憶、運動に欠陥があった。分子レベルの仕組みを探ると、脳や神経筋接合部のシナプスの神経伝達物質の放出と回収が遅くなっていた。

## 細胞接着
細胞-細胞を担う細胞接着分子の別のグループにカドヘリンがあるが、カドヘリンの細胞接着はCa＋＋に依存する。一方、ここで扱うNCAMを代表とする免疫グロブリンスーパーファミリー(immunoglobulin superfamily)はCa＋＋に依存しない。Ca＋＋があってもなくても接着する。
NCAMは、同親性（ホモフィリック、同じものに親和性が高い）の細胞接着分子である。相手の細胞の細胞表面（トランス結合）の同じNCAMと結合する。あるいは、1つの細胞の同じNCAM同士とも結合する（シス結合）。
トランス結合では、IgドメインのIgIとIgIIが逆平行で結合する。シス結合では、IgIとIgII、IgIとIgIIIが結合する。シス結合が起こることで1つの細胞の細胞表面にNCAMの集団が形成される。

## 応用・医薬品
- がんの診断・・・病理解剖の分野で病理医は、CD56（NCAM）の抗体を用いた 免疫組織化学 で、がんの診断をする[26]。  
  - 正常・・・染色されたら正常なのは、ナチュラルキラー細胞（NK細胞）、活性化 T細胞、  脳、 小脳、 神経内分泌細胞 。
  - がん・・・染色されたらがんなのは、多発性骨髄腫, 骨髄性白血病, 神経内分泌腫瘍、腎芽腫（ウィルムス腫瘍）、 神経芽腫、悪性リンパ腫,、膵腺房細胞癌、 褐色細胞腫、 傍神経節腫、 小細胞肺癌、ユーイング肉腫。
- 抗がん剤・・・NCAMは正常組織に発現しているが、強く発現しているがん組織では、NCAM抗体の抗がん剤が開発されている。NCAM抗体に細胞毒のメイタンシン（maytansine）DM1を組み込んだhuN901-DM1が、米国・マサチューセッツ州のイミューノゲン（ImmunoGen）社で小細胞肺がんの治療薬として開発された。2007年、第II相の臨床研究では、副作用が許容でき治療に有望に思えた[27]。しかし、2013年8月、イミューノゲン社のサイトでIMGN901（huN901-DM1）  を見ても、第II相のままで認可された治療薬になっていない。
- 抗がん剤・・・NCAMを用いたドラッグデリバリーシステム抗がん剤が開発されている[28]。
- 頭が良くなる薬・・・NCAMは脳の記憶や学習に関係している。NCAMのミメティックス（模倣薬)として、IgIIモジュールとIgIIIモジュールに結合するデカペプチド（DVRRGIKKTD、10アミノ酸）が2010年に合成され、プラネキシン（plannexin）と命名された。海馬神経の初代細胞の神経軸索を伸長し、ラットの空間認識を増強した[29]。